# Vrijer Roland
Vrijer Roland is een sprookje uit Kinder- und Hausmärchen, de verzameling van de gebroeders Grimm, met als nummer KHM56. De oorspronkelijke naam is Der liebste Roland.

## Het verhaal
Een heks heeft twee dochters, haar echte is lelijk en slecht. Haar stiefdochter is mooi en goed en ze haat dit meisje. De echte dochter wil op een dag het mooie schort van de stiefdochter. De moeder belooft 's nachts het hoofd van haar stiefdochter af te slaan, maar het meisje hoort toevallig alles. 's Nachts duwt ze haar stiefzusje naar de andere kant van het bed en haar stiefmoeder hakt met een bijl het hoofd van haar eigen dochter af.
Het meisje gaat stiekem naar haar geliefde Roland en ze vluchten. Roland raadt aan eerst de toverstaf mee te nemen en het meisje gaat terug. Ze pakt het hoofd en laat drie druppels bloed op de grond vallen, een voor het bed, één in de keuken en één op de buitentrap. De heks roept de volgende aan haar dochter en de bloeddruppel op de trap antwoord. De moeder ziet niks en roept opnieuw, waarna de bloeddruppel in de keuken antwoord. Opnieuw ziet de heks niks en roept opnieuw, waarna de bloeddruppel in de slaapkamer terug roept.
De heks ziet het lijk van haar eigen dochter en wordt woedend, ze kan ver in de wereld kijken en ziet door het raam waar haar stiefdochter is. Ze trekt haar zevenmijlslaarzen aan, waarmee je bij elke stap een uur loopt. Het meisje ziet de heks aankomen en gebruikt de toverstaf om zichzelf te veranderen in een eendje en Roland in een meer. De heks gooit stukjes brood in het water, maar de eend laat zich niet lokken. Als de heks vertrekt gaan Roland en het meisje verder en ze lopen tot het licht wordt.
Het meisje verandert Roland in een vioolspeler en zichzelf in een mooie bloem midden in een doornstruik. De heks komt aan en vraagt de speelman of ze de bloem mag plukken. De speelman stemt toe, maar begint te spelen. Hierdoor moet de heks dansen en het is een toverdans. Hoe sneller de speelman speelt, hoe grotere sprongen de heks moet maken. De doornen scheuren haar kleren en ze begint te bloeden. De heks moet dansen tot ze dood is en Roland gaat naar zijn vader om de bruiloft voor te bereiden. Het meisje verandert zichzelf in een rode veldkei, maar Roland komt thuis in de netten van een andere vrouw.
Het meisje staat al lang als een steen en als ze beseft dat Roland niet terugkomt, verandert ze zichzelf in een bloem. Een herder plukt de bloem en neemt hem mee, hij bewaart de bloem in een kast. Vanaf dat moment gebeuren er vreemde dingen in het huis van de herder, 's ochtends blijkt al het werk al gedaan. Als hij 's middags thuiskomt, blijkt het eten al voor hem klaar te staan. Alhoewel het de herder wel bevalt, wordt hij toch angstig en vraagt een wijze vrouw om raad. Ze zegt hem 's ochtends goed te kijken en een witte doek over iets bewegends te gooien, dan zal het getover ophouden. De herder ziet de bloem uit de kast komen en gooit er een witte lap overheen, waarna het meisje verschijnt.
De herder hoort alles en vraagt het meisje of ze met hem wil trouwen. Ze wil echter Roland trouw blijven, alhoewel hij haar heeft verlaten. Ze belooft wel te blijven en voor het huishouden te zorgen. Als Roland gaat trouwen, worden volgens oud gebruik alle meisjes uitgenodigd om te komen zingen. Als het de beurt van het meisje is om te zingen, herkent Roland haar stem. Hij herkent zijn ware bruid en hij trouwt met haar. Haar leed is voorbij en haar vreugde begint.

## Achtergronden bij het verhaal
- Het sprookje komt uit Hessen.
- In enkele versies zijn het Hans en Grietje (KHM15) die vluchten voor de heks.
- Driemaal een gedaanteverwisseling op de vlucht, komt ook voor in Vondevogel (KHM51), De waternimf (KHM79) en De stukgedanste schoentjes (KHM133).
- Dansen in een doornhaag op de muziek van een toverviool komt ook voor in De jood in de doornstruik (KHM110).
- Gedwongen zijn te dansen, of gelokt worden door muziek, komt ook voor in De wonderlijke speelman (KHM8) en De rode schoentjes van Hans Christian Andersen. Denk hierbij ook aan De rattenvanger van Hamelen.
- Het vergeten van de ware bruid komt ook voor in De zingende springende leeuwerik (KHM88), De koning van de gouden berg (KHM99), De twee koningskinderen (KHM113), De ware bruid (KHM186) en De trommelslager (KHM193).
- Twee kinderen, van wie er één goed en één slecht is, komt ook voor in Het zingende botje KHM28), het begin van De twee gebroeders (KHM60), Simeliberg (KHM142) en De raaf (KHM146).
- Drie druppels bloed komen ook voor in De trouwe Johannes (KHM6), De ganzenhoedster (KHM89), de Parzival-sage en verwijzen naar het verleden. Er vloeit vaker bloed in sprookjes (zoals de moeder van Sneeuwwitje die zich prikt, waarna druppels bloed in de sneeuw vallen).
- Denk ook aan Roland (ridder).
- De boze stiefmoeder komt ook voor in Broertje en zusje (KHM11), De drie mannetjes in het bos (KHM13), Hans en Grietje (KHM15), Assepoester (KHM21), Van de wachtelboom (KHM47), De zes zwanen (KHM49), Vondevogel (KHM51), Sneeuwwitje (53), Eenoogje, tweeoogje en drieoogje (130), De witte en de zwarte bruid (KHM135), Het lammetje en het visje (KHM141).
- Vergelijk het sprookje met Vrouw Holle.
- Zevenmijlslaarzen komen ook voor in andere verhalen, zoals in Peter Schlemihls wundersame Geschichte van Adelbert von Chamisso, Kleinduimpje en De Schone Slaapster in het Bos van Perrault.
- Vergelijk De geduldsteen en De timmermansdochter, waar de feeëndochter pas wordt herkend als ze peper en zout oproept.